# Danmarks historie (1047-1397)
 "Danmarks middelalder" omdirigeres hertil. For den danske senmiddelalder, se Danmarks historie (1397-1536).
 For alternative betydninger, se Danmarks historie (flertydig). (Se også artikler, som begynder med Danmarks historie)
Danmarks ældre middelalder afgrænses oftest af årstallene 1047 (Svend Estridsens tronbestigelse) og 1397 (da rigsrådene i de tre skandinaviske lande enedes om at oprette Kalmarunionen). Året, hvor Svend Estridsen blev konge af Danmark, symboliserer overgangen fra den danske vikingetid til den danske middelalder. Det er senere end indledningen til europæisk middelalder, og det skyldes, at Danmark aldrig kom under direkte romersk indflydelse. Perioden 400-800 kaldes germansk jernalder (eller sen jernalder), mens perioden 800-1047 kaldes vikingetiden. Først derefter begynder dansk middelalder.
I årene mellem 1047 og 1397 ændredes såvel de økonomiske, samfundsmæssige og politiske som de religiøse og kulturelle forhold, og landskabet fik et udseende, som det skulle beholde helt frem til udskiftningen af landsbyfællesskaberne i begyndelsen af det 19. århundrede. Brydningerne mellem den gamle vikingekultur og den nye, europæiske kultur gav alvorlige problemer i Danmark. Gennem en stor det af det 12. århundrede gav det, at kongen skulle vælges, anledning til stridigheder, som til tider udartede til borgerkrigslignende tilstande.
Men også blandt befolkningen var den tidlige historiske tid en periode med mange og afgørende ændringer. I løbet af disse 250 år forandredes de økonomiske betingelser for udenrigshandlen, og vikingetidens kombinerede handels- og røverøkonomi blev konfronteret med Hanseaternes monopol på de væsentligste dele af handlen. Samtidigt slog den romersk-katolske model for et samfund igennem, så alt fra vugge til grav blev reguleret af kirkens normer: Kongemagten blev fast etableret, den jordejende adel fik magt, og kirken fik betydelig indflydelse; alt blev styret af et spirende feudalt system af pligter og privilegier.
Efterhånden blev alle danske også kristne, men det gik langsomt. Selv på Saxos tid fandtes hedninge. Der blev bygget sognekirker overalt, og præsteskab, bisper og munke blev en selvfølgelig del af tilværelsen. Det kulturelle liv var først præget af den gamle, nordiske fælleskultur, men efterhånden forsvandt runeindskrifter, vikingeskibe og den lokale klædedragt. De blev erstattet af latinske bogstaver, lastfartøjer og europæisk tøjmode. Landsbyfællesskabet, 3-vangsbruget og hjulploven satte et markant præg på landskabet lige som opdelingen af jorden i eng, ager og overdrev.

## Indenlandske forhold

### Landsbyerne
Mens landsbyerne tidligere var blevet flyttet rundt på ejerlavets jord (senere ofte ensbetydende med sognets jord), blev de stedfaste ved middelalderens begyndelse. Derfor kan man slå fast, at vore landsbyer blev grundlagt ved overgangen mellem sen vikingetid og middelalder (ca. 1.000 – 1.100), mens at deres navne er langt ældre, ofte endda fra romersk jernalder (år 0 – 400).
Det er ikke tilfældigt, at landsbyerne blev stedfaste på samme tid, som den danske statsmagt blev fastlagt, og danerne blev kristne. Netop på den tid blev trevangsbruget indført, og med det fulgte en opdeling af landsbyens jord i tre vange, hvor hver gård havde sin part (ager) alt efter størrelsen af gårdens toft, dvs. hjemmejord. Med dette system blev det muligt at beskatte gårdene efter et retfærdigt fordelingsprincip, men samtidig blev det urealistisk at flytte rundt på landsbyen.
Foruden den dyrkede jord i vangene, havde hver landsby også en ydermark, som bestod af græsningsarealer (overdrev), engstykker og skovparter. Denne ejendom var fælles (jf. begrebet fælled), og kunne bruges af gårdenes ejere, som behovet nu var.
Opførelsen af de mange sognekirker bidrog også stærkt til at lægge landsbyerne fast i bymarken. Med kristendommen og kirkebyggeriet blev gravpladsen i form af inddigede kirkegårde flyttet ind i landsbyerne, og den indviede jord kunne ikke senere bruges til andet.
Sognene var fra begyndelsen underlagt herrederne, der hver havde et mødested, herredstinget, hvor krænkelser, uretfærdigheder, personlige stridigheder og tvistigheder om ejendomsforhold m.m. skulle behandles og pådømmes.

### Infrastruktur
Infrastrukturen i den tidlige historiske tids Danmark var meget enkel: den bestod af et vejsystem og en række broer samt havneanlæg, der kunne samle færdslen rundt til markedspladserne; de senere købstæder i Danmark. Vejene havde engang været simple hjulspor, ofte som vigtige hovedveje langs vandskel, hvad der mindsker problemerne med at skulle krydse vandløb og moser. Det ses f.eks. langs den jyske hærvej. Dér, hvor det blev nødvendigt at krydse vandløb, blev vejføringen bestemt af det bedste og mest stabile vadested - jf. stednavnet Immervad midt i Århus, som ligger netop på det sted, hvor man altid (gammelt dansk: "immer") kunne komme over Århus å. Tilbage i vikingetiden havde man gjort mere ved at vejfæste sumpede strækninger ned mod vadestederne med forskellige typer brolægning - jf. "Ravningbroen" ved Vejle - og da landsbyerne blev mere stedfaste, kunne man også forvente at vejene skulle have samme forløb, og det gav måske så mere mening at bygge holdbare broer over vandløbene.
I den tidlige historiske tid nåede også en ny byggeteknik til landet, nemlig stenbyggeri med kalkmørtel som bindemateriale. Stenhuggere var blevet uddannet i stort tal i forbindelse med brugen af kvadersten eller kløvet kamp ved opførelsen af landsbykirkerne, så der fandtes den nødvendige, uddannede arbejdskraft. Bønderne måtte dog stadig levere det ufaglærte arbejde ved at hente og transportere byggestenene.
Persontransporten skete til hest i vogn eller oftest: til fods. En dagsrejse var på 4-5 mil (28–35 km) og man fulgte gerne ruter, der var overleveret fra mund til mund, eller som var nedskrevet. Om foråret var vejene opblødte på grund af snesmeltning, og om efteråret betød regnen, at de også blev vanskeligt fremkommelige. Derfor foregik meget af den tunge transport ad vandvejen, eller – hvis det måtte foregå på land – fortrinsvis om sommeren, men ofte også i vintertiden, hvor man kunne bruge slæder og kaner.
Fra gammel tid havde Hærvejen fungeret som en hovedvej gennem Jylland fra Viborg til Dannevirke med forbindelse til andre vejsystemer i Slesvig og Holsten. Sidst i det 12. århundrede fik man desuden etableret mere vedvarende vejsystemer, som stod i forbindelse med vigtige havne. Fra Vesterhavet var der forbindelse via Ejderen og Trene over Hollingstedt til Slesvig, ligesom der var en rute over land fra Ribe til Kolding og Haderslev.
Det meste af transporten foregik dog pr. skib, og selv om man var afhængig af vejret, så var rejsen langs åer og over søer eller på havet hurtigere og mere bekvem end rejsen over land. Fra midten af det 13. århundrede blev Agger Tange så massiv, at man ikke kunne bruge Limfjorden som smutvej mellem Østersøen og Vesterhavet. I stedet måtte man sejle ad den farlige rute nord om Skagen ("ommelandsfart"). En egentlig færgetrafik mellem landsdelene blev først etableret senere i middelalderen, hvor man oprettede ruter mellem Århus og Kalundborg og over Storebælt.
I begyndelsen af perioden var skibene bygget i den tradition, som lå bag vikingeskibene, men fra begyndelsen af det 13. århundrede gik man mere og mere over til at bruge kogger til den tunge godstransport. Det var effektive, men ikke særligt hurtige skibe, som kom langt omkring (fra havne i Flandern og England til andre dybt inde i Østersøen).

### Landbruget
Landbruget var den bærende bestilling i den tidlige middelalder,[kilde mangler] og sådan fortsatte det med at være ind i højmiddelalderen og senmiddelalderen, ja helt frem til industrialiseringen sidst i det 19. århundrede. I Danmark som helhed var landbruget mest baseret på korndyrkning, mens kvægavl havde større betydning i Jylland, hvor stude kunne afsættes i Tyskland. Under alle omstændigheder var det bøndernes arbejde, som skabte det overskud, der kunne fordeles i samfundet som helhed.
Selv om der stadig var enkelte selvejerbønder tilbage, blev flere og flere fæstebønder under den lokale herremands eller klosterets beskyttelse og opsyn. I mange landsbyer var der også gårde, som blev drevet direkte under herremandens hovedgård ved en forvalter, "bryde". Alt tilsammen dannede bønderne i landsbyen et arbejsfællesskab, essentielt berammet af landsbyens jorder, der lå samlet. De helt jordløse, de såkaldte "gårdsæder", boede i landsbyen, men levede af at arbejde for bønder og herremand.
Landsbyens dyrkbare jord blev inddelt i agre, hvor hver gård havde sin strimmel. Ageren blev tilsået, hegnet, afhøstet og pløjet i fællesskab. Året efter blev hele den samlede ager udnyttet på en ny måde, for landsbyens jord blev drevet i en treårig omdrift: Mens ageren ét år bar vintersæd (rug eller sjældnere: hvede), bar den næste år vårsæd (byg eller sjældnere: havre). Det tredje år lå ageren brak, dvs. udyrket og uden afgrøde, men med kreaturgræsning. Denne dyrkningsmetode kaldes trevangsbrug, og metoden skulle give jorden ét års hvile, sådan at dens frugtbarhed kunne genskabes.
Landbrugets produktivitet blev bedret ved indførelse af en række nye opfindelser: Først og fremmest gælder det hjulploven, som kan dokumenteres i sin helhed ved et billede på Frøs Herreds segl fra ca. 1300. Vandmøllen kendtes bedst som den vandretgående skvatmølle, mens den lodretgående, egentlige vandmølle, først blev indført fra Mellemøsten efter korstogene. Leen dukkede op i Europa i løbet af det 13. århundrede, men i begyndelsen blev den kun brugt til høslæt, mens man stadig brugte segl til kornhøst. Kraveselen til trækdyrene (oftest stude) gav øget trækkraft. I stedet for den generende forspænding med åg, kunne man nu omgå problemet med studenes smalle bryst ved at lægge en polstret krave om deres hals og skuldre.
Trevangsbruget i forbindelse med de nye opfindelser gjorde, at udbyttet af anstrengelserne blev betydeligt højere. Hovedproblemerne var dog stadig den stadige udpining af jorden for de nødvendige, mineralske stoffer og de tilbagevendende uår, dvs. år med dårlige vejrforhold. Begge dele blev det muligt at gøre noget ved, for med muldfjælsploven blev det muligt at pløje husdyrgødning ned, og at skabe de ofte omtalte, lange agerrygge. På den måde dannede man lavtliggende grøfter og højtliggende markstrimler. I tørre perioder kunne grøfterne give lidt udbytte, og i våde somre kunne de tjene som dræn for de egentlige markstykker.
Problemet med det slidsomme udbytte blev nok forøget af de pligter der blev pålagt bønderne, der i traditionen tilskrives fæsteretten samt beskyttelsen i krigstid. Så bønderne måtte betale skat (landgilde) og yde arbejdspligt på hovedgårdens marker, såvel som bistå ved vejarbejde, brobyggeri og byggearbejder på herregården. Kirken fik også sat i system, at den skulle have et årligt offer af sognebønderne, en tiendedel af årets avl, deraf navnet tiende. Endelig måtte bønderne betale skat til kongen, som til gengæld lovede dem landefred og håndhævelse af lov og ret.

### Byerne
I slutningen af det 19. århundrede, da den industrielle revolution tog sin begyndelse i Danmark, fandtes en lang række købstæder, der næsten alle kan sættes i forbindelse med bygningslevn fra vikingetiden eller middelalderen. Men byerne var små, og man regner med, at bybefolkningen udgjorde klart under 5 % af landets samlede befolkningstal.
I løbet af middelalderen fik købstæderne én efter én særlige privilegier, som blev givet dem af kongen. Byerne blev selvstændige retskredse med egen byret, og beskatningen blev reguleret, så den gik direkte til konge og kirke og dermed uden om lensmanden. Kongemagten var repræsenteret i hver by ved en byfoged. Det var for at sikre handelen gode vilkår, at kongemagten gav købstæderne deres privilegier. Det vigtigste privilegium var, at byerne blev underlagt kongen direkte, dvs. uden om systemet af kirkelige og adelige lensmænd. Dernæst havde det stor betydning, at byernes borgere fik eneret til at fremstille og handle med en række produkter. Omvendt måtte borgerne svare kongen afgifter, som blev inddrevet af den stedlige byfoged.
De fleste af byerne havde adgang til havet, gerne med en beliggenhed i bunden af fjorde eller bugter, hvor en sejlbar å dannede den første havn. Gadenettet var dels bestemt af de nødvendige hensyn til de stedlige, topografiske forhold (vandløb, vadesteder, moser, stejle bakker osv.) og dels af egentlig planlægning. I det sidste tilfælde var gadenettet oftest anlagt i en gitterstruktur. Det fremgår ved udgravninger i byernes midte, at deres gadenet har været omlagt bevidst i flere omgange
Desværre findes der ikke bevaret én eneste, middelalderlig rumindretning i Danmark, end ikke på billeder. Derimod findes der en del løsøre (kister, skabe, senge osv.), og man har skiftedokumenter, som afslører elementerne i tidens boligindretning. Opvarmningen af boligerne skete i visse tilfælde endnu som i vikingetiden ved et åbent ildsted midt på gulvet, men efterhånden fik flere huse et system med bilæggerovne, som blev fyret fra køkkenet. Røgen lukkede man ud gennem en åbning i taget eller via en skorsten. Belysningen blev klaret ved hjælp af det åbne ildsted og tranlamper, men senere hen i middelalderen fik man støbte lys af voks eller tælle.

#### Håndværk
Landets økonomi var i det store og hele baseret på selvforsyning: Man producerede de fornødenheder, man selv skulle bruge. Kun meget lidt blev solgt til andre, ligesom man kun købte ganske få ting udefra. Tilsvarende blev det meste håndværksarbejde også lavet af bønderne selv, og af samme grund havde hver landsby som regel adgang til et stykke skov, hvor man kunne hente gærdsel og tømmer til gårdenes vedligeholdelse, møbler osv. Smedens håndværk blev dog udført af specialister. Det drejede sig om skoning af heste og stude samt reparation og fremstilling af værktøj og redskaber. I de større byer var der flere håndværkere fra samme faggruppe, med hver deres speciale. Dvs. at en by godt kunne have flere smede; én der fremstillede værktøj, en der fremstillede våben, og en der fremstillede søm og beslag m.m.
I byerne håndværkerne organiseret i gilder. Disse byhåndværkere havde borgerskab i en købstad og dermed tilladelse til at udføre deres erhverv i byen. De dannede sammen med købmændene en særlig stand i samfundet, en stand, der havde sine egne rettigheder og pligter. Ved håndværkernes arbejde blev der skabt bygninger, møbler, husgeråd og kunstværker, som mest blev solgt til en overklasse, der bestod af kirkefolk og adel.

#### Handel
Meget af omsætningen foregik som tuskhandel, dvs. ved at bytte varer uden at bruge penge som formidling. Det var sikkert tilfældet med meget af det, som bønder og herremænd kunne bringe ind til købstaden. Mange varer kom dog også ind fra andre dele af landet eller fra udlandet, og dén handel blev formidlet af købmænd og gerne med penge som byttemiddel. Penge har den fordel, at de er lette transportere og opbevare, fordi de kun fylder lidt i forhold til deres værdi. Både konge, herremænd og kirkefolk havde brug for at få omsat bøndernes naturalieydelser (landgilde og tiende) til penge, og det skabte et markant behov for handel.
Værdien af én mark gennem middelalderen
| Årstal | Værdi i penninge | Værdi i rent sølv | Værdi i nutidskroner |
| ------ | ---------------- | ----------------- | -------------------- |
| 1020   | 192 penninge     | 216 g             | 792,72               |
| 1231   | 192 penninge     | 72 g              | 264,24               |
| 1284   | 192 penninge     | 43 g              | 157,81               |
| 1338   | 192 penninge     | 22 g              | 80,74                |
| 1514   | 192 penninge     | 19 g              | 69,73                |
| 1524   | 192 penninge     | 9 g               | 33,03                |

#### Import
Blandt importvarerne kan nævnes glaseret keramik, uldstoffer (”klæde”), vin, olivenolie, mandler, sukker, krydderier, salt, tømmer, tjære, byggematerialer og de egentlige luksusprodukter af ædelmetal som smykker, bestik og skrin. Det er oplagt, at købmændene i de danske byer mest levede som mellemhandlere, der formidlede opsamling og senere transport af de varer, der stammede fra bønders og håndværkeres produktion. På bestemte steder og årstider blev der afholdt markeder, hvor man kunne træffe de udenlandske storkøbmænd – først og fremmest hansaens folk. De var aftagerne af den danske overskudsproduktion. Der var dog fortsat også bønder, der levede som deres forfædre havde gjort i vikingetiden: de sejlede selv til andre landsdele og til udlandet med deres egen og naboernes produktion.

#### Eksport
Den væsentligste del af eksporten bestod i de sild, som hvert efterår blev fanget i Øresund, nedsaltet i tønder og solgt på markederne i Skanør og Falsterbo på Skånekysten. Ganske vist blev eksporten ret snart formidlet af Hansebyernes købmænd, men kongerne fik betydelige afgifter ud af deres beskyttelse af markedsfreden. I den modsatte ende af landet, i Jylland og Slesvig, blev der eksporteret levende kvæg. Hvert år blev studene drevet ned ad Hærvejen til aftagere i Holsten og Hamborg. Fra byerne rundt omkring i landet blev der eksporteret varer af lokal produktion: smør, huder, korn, heste. Det hele foregik med danske købmænd som mellemhandlere og hansekøbmændene som eksportører. og .

#### Kongemagtens indtægter
Det tilkom alene kongen at slå gyldig mønt, og det blev brugt som en indtægtskilde. På den ene side kunne man nedsætte indholdet af ædelmetal i mønterne, og på den anden side kunne kan lave tvungne møntombytninger. Begge dele gav et overskud, som kongerne kunne inddrage.
Brugen af rede penge blev også en vigtig del af kongernes indtægter. I perioden frem til ca. 1150 havde indtægterne mest bestået i ledingsskat (ved fritagelse for at deltage i leding), fredsbøder (fra folk, som var dømt fredløse), andre retsbøder og egentlige skatter. Derefter blev hele indtægtssystemet lagt om. Ved betaling i naturalier og efterhånden også i stigende grad i penge måtte befolkningen betale toldafgifter ved handel i byerne, desuden måtte fæsterne på kongens godser betale landgilde i rede penge. Det betød, at selv menige bønder var tvunget til at omsætte deres overskud til penge, så de havde noget at betale med.
Oven i disse kalkulerbare indtægter kunne kongerne regne med indtægter fra strandinger. Når riget blev udvidet ved erobringer, kunne kongerne desuden regne med indkomster, der var forbundet med plyndring, løskøb af belejrede byer og tilfangetagne adelige samt gaver fra de underkastede fyrster.

### Husholdning
| Citat | Til 1 Pot grove Byggryn tages 4 Potter Vand, som sættes paa Ilden, og naar det koger stærkt, drysses Grynene deri; Laaget lægges paa, den koger uden Omrøren og kan behøve næsten 3 Timers jævn Kogning. Vil man komme et Stykke Smør og lidt stødt Muskatblomme deri, giver dette en god Smag; Salt tilsidst. Til 7 à 8 Personer. | Citat |
|       | |       |

Maden var baseret på rug og byg. Rugen var brødkornet, som gav mulighed for at lave hævede brød, hvis man ellers havde en ovn, der var stor nok til det. Byggen blev brugt til fremstilling af øl, men den var også basiskost i form af grød og vælling. Havre var kendt og blev anvendt som iblanding i brød, til grød og som havrekager. Desuden spiste befolkningen mad, der var lavet af boghvede og hirse. Kun fine folk spiste hvedebrød, for dels blev der ikke dyrket ret meget af denne kornsort, og dels var melet for fattigt på gluten, så brødet ikke hævede ordentligt.
Man spiste megen fisk, i periodens begyndelse mest ferskvandsfisk som ål, gedde og laks, men senere blev den saltede sild og den tørrede klipfisk mere og mere almindeligt brugt. Fårekød var den mest almindelige kødspise, men også okse- og svinekød kom på bordet – især efter slagtningen hen i november. Fårene var nyttige ved at levere uld i de år, der gik, indtil man slagtede dem. På tilsvarende måde kunne okserne bruges i mange år enten som malkekøer eller som trækkraft (stude). Mælken blev brugt til fremstilling af smør og ost. Endelig holdt man fjerkræ, høns og gæs, der begge leverede æg, indtil de skulle slagtes. Tamænder blev derimod først almindelige i Danmark efter middelalderen. Vildt smagte den almindelige befolkning kun, når herremanden eller kongen bespiste dem med kødet i forbindelse med fester og højtider. Det var nemlig forbeholdt konge og herremænd af drive jagt.
Når fødevarerne var rigelige, var det tid at konservere dem. Først og fremmest blev det gjort ved at salte kød og fisk ned. Behovet for salt var stort, og ønsket om en sikker leverance var påtrængende. Derfor var det i vidt omfang besiddelsen af saltminerne ved Lüneburg, der gav hansestæderne deres monopolstilling i de nordiske lande og østersøområdet. Maden kunne opbevares længere, når den blev tørret. Det gjaldt både kød, fisk, korn og grønsager. Metoden kunne suppleres med røgning og saltning (skinke og pølse). For de velhavende var der endelig den udvej at konservere frugt ved at henkoge den i honning eller (senere) sukker.

### Sundhedsforhold

#### Levealder
I middelalderen var man ikke klar over, at urenlighed kunne have konsekvenser for helbred og sundhed, og begrebet hygiejne i den betydning, vi kender til, er først blevet brugt i nutiden.. I Middelalderen mente man, at de farlige ”dunster”, som breder sig fra afføring, betændelse og affald, var årsagen til smittespredning, og derfor var der også bestemmelser om, at gaderne skulle holdes fri for ”skarn”. På landet var man klar over, at dyrenes afføring var en værdifuld gødning, men man forbandt ikke arbejdet med nogen sundhedsrisiko.
Børnedødeligheden var meget høj, dels på grund af dårlig ernæring i de første år efter ammeperioden, dels på grund af luftvejssygdomme, der blev fremkaldt af utætte og røgfyldte boliger, og dels på grund af smitte fra voksne (børnesygdomme). Med kristendommen ophørte skikken med at sætte nyfødte ud i ødemarken, hvis de havde medfødte handicaps, men disse børn døde ofte tidligt, da man ikke havde forudsætninger for at tage særligt hensyn til deres svaghed.
Men selv når man tager de mindste (1-3 årige) ud af statistikken, var befolkningens gennemsnitlige levealder meget lav. Mændene blev gennemsnitligt omkring 35 år, mens kvinderne levede noget kortere. Barnefødsler og ammeperioder afløste ofte hinanden, og det kostede kvinderne på sundheden. Der var dog også folk som blev 60 og 70 år, hvilket kan ses på skeletter fra perioden, men gennemsnittet bliver trukket meget ned da mange børn døde inden det kom i puberteten. Gennem samme fund kan man danne sig et indtryk af, hvad det betød for den rigeste del af befolkningen, at den fik bedre og mere rigelig føde. Bønderne var kortere, og borgere og herremænd var længere, og det fortolkes sådan, at kosten havde en afgørende betydning for folks højde.

#### Sygdomme
Det var kirkens erklærede opfattelse, at sjælen var mere værd end kroppen, og det betød, at man frarådede lægelige indgreb, der kunne bringe sjælens frelse i fare. Tilmed erklærede det 4. Laterankoncil i 1215, at "legemlig sygdom af og til kommer af synd", og allerede kirkemødet i Tours (1163) havde fastslået, at "kirken afskyr blod". Det førte til, at kirurgiske indgreb var ilde set og stort set kun blev udført af dårligt uddannede feltlæger og barberere. Der var dog en modbevægelse, som blev styrket ved kontakten til de mauriske lærde. I 1363 skrev Guy de Chauliac sit værk Chirurgia magna, der blev standardværket for lægestuderende indtil det 16. århundrede.
Denne højkirkelige opfattelse hindrede dog ikke munkene på de danske klostre i at udføre et vedholdende arbejde til gavn for befolkningen. Det kan ses af både klosterkrøniken og af de udgravede skeletter, at munkene ved Mossø havde en betydelig viden og praktisk kunnen inden for medicin og kirurgi. Dette virke blev til gavn for egnens befolkning, men også pilgrimme, rejsende og klostrets biskop nød godt af brødrenes indsats.
Under alle omstændigheder var det enhver kristens pligt at tage vare på syge medmennesker. I ridderskabets etik indgik et ansvar for rejsende, enker, faderløse og syge, altså for dem, der stod uden egen beskyttelse. Men også blandt borgere og bønder fandtes der en ansvarlighed overfor de svageste. Den varetog man ved at give almisser direkte til de syge eller ved at give gaver til klostre og hospitaler. De mange sjælemesser, som præsterne skulle læse, blev finansieret ved øremærkede gaver til sognekirkens eller klostrets præst, og de blev betragtet som en vigtig del af indsatsen for de syge og dødes vel.
I middelalderen var spedalskhed en alvorlig og frygtet sygdom, og man oprettede fra 1200-tallet specielle hospitaler, Skt. Jørgensgårde, til isolering og pleje af de smittede. Nogen behandling kunne man ikke tilbyde ofrene, man isoleringen medførte, at sygdommen var næsten fjernet fra Danmark ved middelalderens slutning.
Pesten, "den sorte død", der spredte sig gennem Europa fra 1347 og nåede til Danmark i 1350, var en forfærdende, dødelig sygdom. Gennemsnitligt døde 30-40 % af befolkningen, men i visse områder kom dødeligheden langt over de 50 %. Man kendte ikke til smittegangen og var henvist til de "skadelige dunster" som årsag til smitten. Det diskuteres stadig, om sygdommen virkelig – som man mente i lang tid – blev spredt af de lopper, der blev bragt omkring af rotter. Faktum er, at sygdommen rasede på Island, som endnu ikke havde rotter på den tid, så smitten må også være spredt direkte fra person til person. Sygdommen blussede i øvrigt op mange gange senere, og helt frem til det 18. århundrede var den en tilbagevendende plage i Europa, og den bremsede befolkningstilvæksten i resten af middelalderen.

### Stænderne
Middelalderens samfund var inddelt i fire stænder: adelen (med konge eller fyrste), gejstligheden, borgerskabet og bønderne. Hver af disse grupper havde en klar opfattelse af sin egen og de andres rolle i samfundet, og kun meget få forsøgte at slippe ud af den stand, man blev født ind i. Ofte var det kirken, der tilbød den eneste mulighed for at ændre ens sociale position. Munk og nonne, lægbroder og –søster, præst, biskop og abbed var de funktioner, der var åbne for alle, – hvis forbindelserne og evnerne gjorde det muligt.
Bødler og rakkere, natmænd, tiggere, bjergværksarbejdere, fiskere, sømænd, kulsviere, prostituerede og "kloge koner" stod uden for dette system, og blev betragtet med mistillid, ærefrygt eller foragt. Det samme gjaldt de fremmede i landet: tilrejsende købmænd, jøder og "tatere".

#### Gejstligheden
Danmark fik sin inddeling i 8 stifter midt i det 11. århundrede, og i 1103-04 fik man oprettet et nordisk ærkebispedømme med sæde i Lund. Det menes, at inddelingen i sogne og indførelsen af tiende blev sat i kraft på omtrent samme tid. Oprettelsen af klostre tog også fart i begyndelsen af det 12. århundrede, sådan at man kan påstå, at den nye stand, gejstligheden, var fuldt udviklet omkring 1200.
Når man undtager de nye munkeordener, franciskanerne og dominikanerne (”gråbrødre” og ”sortebrødre”, henholdsvis), var gejstlighedens udkomme baseret på jordegods. Rige adelige og skiftende konger ydede kirker og klostre rundhåndede gaver, og man regner med, at gejstligheden sad på ca. 40% af al jord i landet ved Reformationen. På europæisk plan er det gjort op, at der var én gejstlig for hver 300 mennesker (dvs. 1/3 % af alle). Det skal dog understreges, at kirken var et samfund i samfundet, og at der også var stor forskel på rig og fattig indenfor kirken.

#### Adelen
Den gamle, danske adel udsprang af vikingetidens høvdinge og storbønder. Deres indflydelse var dels baseret på lokal styrke med hensyn til jordbesiddelse og dels på tjeneste for kongen. De blev ”herremænd” ved deres loyalitetsforhold til en herre, som de skyldte krigstjeneste og anden støtte. Til gengæld fik de deres løn udbetalt af herren, og med den fulgte en række andre fordele.
I løbet af middelalderen fik flere adelsslægter betydelig magt. Det anses for ret sikkert, at de mange kirker, der blev bygget i løbet af det urolige 12. århundrede, blev rejst på den stedlige adelsslægts foranledning og betalt af dens midler. Det kan ses af de mange overdragelser af hovedgårde og landsbyer, der skabte et levebrød for kirkens præster, og i visse tilfælde ved man endda, hvem der var bygherre. På Sjælland var Hvideslægten meget dominerende, både mens der blev rejst kirker og også senere, da det drejede sig om storpolitik. Det var én af hviderne Ebbe Sunesen, som tog det på sig at føre privat krig, da hans svigersøn, Sverker, var ved at miste sin kongemagt over Sverige. I Jylland blev Thrugotslægten dominerende og delvist indgiftet i kongeslægten. Her er kildematerialet mere sparsomt, men man ved, at slægten senere fik sin magtbase i Skåne, selv om den efterhånden kom til at stå i skyggen af hviderne. Gennem et ægteskab blev hvideslægten ophav til Vognslægten, der havde store godsbesiddelser på Århusegnen og Djursland, og som er rigt repræsenteret blandt bisperne i Århus. Disse er nogle af de mest kendte eksempler, men adelsslægterne havde, som det ses, mere indflydelse på landets styre og inden for kirken, end de konge- og kirketro kilder lader skinne igennem.
Det blev efterhånden arveligt at være herremand, og de privilegier, der tidligere var givet som modydelse for bestemte tjenester, blev nu anset for en rettighed. Der var dog stadig mulighed for social bevægelse ind og ud af adelsstanden. Blandt de mest velhavende af storbønderne blev en del efterhånden til herremænd, og omvendt sank nogle herremandsslægter ned til at være bønder. Op gennem middelalderen blev adelen desuden forøget ved indvandring af tyske herremænd. Det gjorde sig især gældende i Slesvig, og det førte med sig, at Sydslesvig blev tysktalende i løbet af det 14. århundrede. I resten af landet blev de tyske familier snart indgiftet i danske, sådan at de efterhånden blev fuldt integrerede i den danske adel.
Da antallet af selvejerbønder tilsyneladende gik kraftigt tilbage i løbet af det 13. århundrede, steg adelens andel af jorden. Denne udvikling blev yderligere styrket af, at det især var herremændene, der stod for nyopdyrkning af jord. Derfor formoder man, at godsbesidderne – dvs. konge gejstlighed og herremænd – ejede omkring 90 % af al jord i landet ved år 1300. Samtidig kan det antages, at 80-85% af befolkningen var beskæftiget med at dyrke jorden. Denne udvikling skyldtes dels en kraftig befolkningstilvækst, dels skattetrykket og dels behovet for at give sig ind under en herremands beskyttelse i de urolige tider.

### Danehof og rigsråd
Fra 1250'erne holdt landets mægtigste gejstlige og herremænd årlige møder, Danehof. Mødestedet blev bestemt af kongens rejser rundt i riget, sådan at hovedstaden ikke var stedfast. I perioden 1290-1413 samledes Danehoffet dog regelmæssigt på Nyborg Slot. Fra begyndelsen havde Danehoffet mest en rådgivende funktion i forhold til kongemagten, men med Erik Klippings håndfæstning fra 1282 blev denne institution en virkelig magtfaktor.
Under Valdemar Atterdag blev det almindeligt, at kongen kaldte en udvalgt kreds af adelige og højgejstlige for sit rigsråd. Selv om det formelt set stadig var Danehoffet, der traf de endelige beslutninger, bl.a. om udformningen og underskrivelsen af skiftende kongers håndfæstninger, så blev rigsrådets reelle indflydelse stadigt stærkere op gennem middelalderen. Det var dér, at adel, bisper og abbeder forhandlede med kongen om arvelighed til tronen, skattebevillinger og krigsførelse. I kongens fravær kunne rigsrådet overtage magten og lade en rigsforstander ordne de løbende sager. Ofte blev det rigets drost, der fik dette embede, hvad man også så, da drost Henning Podebusk i kongens fravær sluttede fred med hansestæderne i 1369.

## Religion og tro
Danerne var – officielt – blevet kristne under Harald Blåtand, der var konge fra 950 til 986, men den nordiske mytologi var længe fremherskende. Mange sværgede til den gamle religion langt op i 1100-tallet. Der var også folk, der brugte begge religioner efter behov. Selv om de gik i kirke, ofrede de også til Thor og Odin, eller Frej op til høsten. Et godt eksempel på det tvetydige religionsvalg ses på døbefonten i Gettrup Kirke. Her er indhugget både kors og Thors hammer Mjølner.
Selv efter at Danmark var blevet kristnet, herskede der stadig megen overtro i befolkningen. Troen på væsner som trolde, varulve, vætter, nisser, nøkker og Åmanden levede i bedste velgående, og folk valfartede til helligkilder rundt om i landet. Tilmed levede en ældgammel tilbedelse af hellige træer videre, sådan som det ses ved ofringer af tøjstykker og lignende helt op til vor tid (se votivgave), frugtbarhedsforestillinger om hule træer og den megen overtro, knyttet til hyldetræet. Amuletter med beskyttende eller fremmende virkning fandtes i stort antal. De værnede mod sygdomme og ondskab, hjalp til at styrke troen, beskytte ens kære eller bringe frugtsommelighed og lykke.
Med tiden blev kristendommen altdominerende, og i 1200-tallet var de gamle guder stort set glemt. Der blev grundlagt en lang række kirker, og flere af dem nåede også at blive udbygget adskillige gange. Sankt Bendts Kirke i Ringsted, Ribe Domkirke og Lund Domkirke er byggerier fra denne tid. Kirkerne blev rigt udsmykket med kalkmalerier for at vise kirkens magt og vælde, men også for at fortælle bibelhistorie til almuen. Messen foregik på latin, og det var en forsvindende lille del af befolkningen, der forstod dette sprog. I stedet lærte menigheden kristendommen at kende gennem de farverige kalkmalerier, og allerede i de første trækirker fandtes der malerier i det indvendige pudslag.
Der var en lang række helgener, som folk bad til ved specielle lejligheder: Knud den Hellige, Sankt Olav og Sankt Jørgen. Af helgener, der blev dyrket lokalt, fandtes Sankt Kjeld i Viborg, Sankt Niels i Århus, Sankt Thøger i Vestervig, Sankt Søren i Jyderup og Gammel Rye samt Sankt Leofdag i Ribe.

## Kirke og kongemagt
Allerede med Harald Blåtands påståede kristning af danerne var der indledt et samarbejde mellem kongemagten og kirkens folk, men først med Svend Estridsens reorganisering af kirkens forhold blev denne samfundsmæssige symbiose til et bærende led i den danske stats grundstruktur. De skiftende konger og deres herremænd var den drivende kraft bag den voldsomme byggeaktivitet, som forsynede snart sagt hvert eneste sogn med en kirke i løbet af det 12. århundrede. Dertil kom, at samfundets rigeste gav kirken store gaver i form af jordbesiddelser, og alene af den grund blev kirken som helhed og dens ledelse i særdeleshed en magtfaktor i samfundet.
Modsat kunne kongemagten udnytte kirken i den opbygning af en statsadministration, som foregik i de samme årtier. Kirkens ønske om at få etableret en gudsfred og senere også en landefred forudsatte, at den verdslige magt, dvs. kongen, kunne sætte magt bag kravet og retsforfølge overtræderne. Det gav en religiøst funderet baggrund for kongernes krav på bødeindtægterne fra dem, der tog sagen i egen hånd og hævnede andres overgreb. Den fremgangsmåde havde været sædvane, mens centralmagten var svag, men nu kunne kirken og kongemagten i fællesskab gennemføre en holdningsændring, der forbød selvtægt.
Dette samarbejde blev efterhånden mere besværligt, for kirken var mere og mere blevet til en stat i staten. Den havde sine udstrakte jordbesiddelser, den havde egen lovgivning og retsapparat (Kanonisk ret), og den havde sine egne borge og væbnede folk. Det gav bisperne styrke til at stå imod kongemagtens påståede eller virkelige overgreb. På deres side havde kongerne vænnet sig til, at det var deres simple ret at udnævne bisperne, men det ville kirken ikke finde sig i længere. Som magtmiddel havde kirken muligheden for at bandlyse enkelte personer eller at sætte hele riget under interdikt. Det betød, at den enkelte eller i givet fald: alle indbyggere i landet blev udelukket fra kirkens ydelser.
Denne strid mellem konge og kirke havde i vidt omfang helt indenrigske årsager, men den fik også tilskyndelser og argumentationer fra den sideløbende kamp mellem den tysk-romerske kejser og pavemagten, den såkaldte investiturstrid. Både i Europa og i Danmark var kirkens folk delte i forholdet til den verdslige magt, og de forskellige konger og kejsere gjorde skiftevis fælles sag med og mod kirken.

## Udenrigspolitiske forhold
Dansk udenrigspolitik i den første del af middelalderen var bestemt af forholdet til de nærmeste naboområder (Norge, Sverige, Nordtyskland, Østersølandene), til den opstigende handelsmagt, hanseaterne, og til samtidens stormagter, det tyske kejserrige og den katolske kirke. Allerede tidligt i middelalderen blev det tydeligt, at Danmark tilpassede sig de europæiske betingelser. Det sås mest markant, hvad angår forholdet til den åndelige stormagt, den katolske kirke, men det fremgår også af, at landets elite blev deltagere i den fælleseuropæiske, skriftlige kultur (på latin). Desuden kom rigets overhoved og administrative ledelse i mere eller mindre selvvalgt kontakt med den tyske kejser. Selv i det daglige blev Danmark en del af Europa, bl.a. gennem de stadigt tættere handelsforbindelser til England, Flandern, Nordtyskland og Baltikum.

### Storpolitik
Den særlige, middelalderlige samfundsmodel, feudalismen, blev muligvis anvendt i et vist omfang inden for riget, men det var især i Valdemarstidens nye erobringer langs Østersøens kyster, at denne europæiske løsning blev taget i anvendelse. I forsvaret mod venderne gik man til angreb på disse folks hjemlande, undertvang dem, kristnede dem og gjorde dem til vasaller af Danmark. På den ene side frigjorde de danske konger sig fra en vag lensforpligtelse i forhold til den tyske kejser, og på den anden side modtog kongerne lensed fra fyrsterne i Pommern og rester af det tidligere stammeområde Sachsen. Denne politik blev begunstiget af, at kejserne i deres dybe interesse for de italienske besiddelser overlod forsvaret af Nordtyskland til de enkelte lensmænd. I samme periode havde Danmark dygtige herskere, indre fred, en effektiv administration (støttet af kirken) og en effektiviseret skatteindtægt. Det gav den indenlandske baggrund for stormagtspolitikken.
Senere måtte de erobrede besiddelser forsvares, og det kostede dyrt, især da kongerne i høj grad overlod krigsførelsen til lejede, tyske riddere. I første omgang kunne man klare sig med toldforhøjelser og ekstraskatter, men senere måtte det suppleres med møntforringelser, og til sidst begyndte kongerne at tage lån hos danske og tyske rigmænd mod pant i skatte- og toldindtægterne fra dele af riget. Under Erik Menved blev pantsætningen kreditorerne for meget, så da Christoffer II skulle vælges til konge, måtte han underskrive en håndfæstning, der bl.a. indebar, at landets gejstlige og verdslige elite skulle spørges, før kongen kunne indlede nogen form for krige. Stik mod hensigten pantsatte han efterhånden hele riget, og grev Gert blev landets reelle magthaver som pantholder og formynder for den mindreårige konge, Valdemar (senere: Atterdag). Da Christoffer døde, havde landet derfor ingen konge, og kongen havde heller intet land. Valdemar var stadig mindreårig, og Danmark forblev kongeløst i otte år, mens pantholderne kunne indkassere ydelser fra rigets befolkning.
Beretningen om Valdemar Atterdags genskabelse af et selvstændigt, sammenhængende og funktionsdygtigt, dansk rige viser, hvor afhængig dansk politik var blevet af forholdene i nabolandene. Valdemars plan kendes ikke, men hans handlinger viser, at han havde Danmarks genskabelse som mål lige fra begyndelsen. Projektet lykkedes ved at spille på den indbyrdes uenighed mellem de forskellige holstenske og nordtyske fyrster, hansebyerne og de nordiske konger og ved at skifte mellem diplomatisk snedighed og åben krigsførelse. Det egentlige kup var dog at sælge besiddelsen i Estland til Den tyske Orden. Pengene fra salget kunne derefter bruges til indløsning af panter og til at opstille hærstyrker for. Samlingen af landet forløb i tre faser: 1) afvikling af det udenlandske herredømme i landet, 2) genetablering af en nordisk magtstilling og 3) fornyet deltagelse i nordeuropæisk storpolitik.
Da Valdemar døde i 1375, var landet samlet, Gotland var lagt ind under kongemagten, mens Fehmarn og Rygen var gået tabt, og Estland solgt. Hansestæderne stod stærkere end nogensinde før, og herredømmet over de nordtyske fyrster var ikke blot smuldret, men blevet erstattet af fyrsternes indblanding i dansk politik. Forholdene var urolige i Sverige og Norge, og det mecklenborgske fyrstehus arbejdede kraftigt på at sikre sig kongemagten i Sverige. Endelig sad de holstenske grever solidt på deres pantelen i det sydlige Slesvig. Det er derimod påfaldende, at selv om pesten i 1350 og årene derefter tilsyneladende ikke havde nogen større virkning på udenrigspolitikken, sad Valdemars efterfølgere fra nu af med nogle problemer, som man i første omgang forsøgte at løse ved at skabe en personalunion mellem de tre nordiske riger, Kalmarunionen.

### De nordiske lande
Forholdet til de øvrige nordiske lande havde været præget af modsatrettede tendenser lige siden jernalderen. Invasioner, plyndringer og indblanding i hinandens interne forhold gentog sig med korte mellemrum, og det fortsatte ind i middelalderen. Magtspillet tilspidsedes i forbindelse med borgerkrigene under den svenske kong Sverker. Han fik støtte fra Danmark, nemlig fra Hvideslægten, mens hans modkonge, Erik Knutsson, fik norsk hjælp.
Da Ingeborg af Danmark blev gift med Magnus Lagabøter af Norge i 1261, lagde det grunden til norske arvekrav på den danske trone. Truslen fra Norge blev en vigtig faktor i hele den danske udenrigspolitik i 1280'erne, hvor først Erik Glipping og dernæst Erik Menved søgte alliancer med de nordtyske stater og hansebyer, vendt mod Norge. I 1287, da danehoffet i Nyborg dømte danske stormænd fredløse som skyldige i mordet på Erik Glipping, søgte de beskyttelse i Norge, hvorfra de deltog i krigstogter mod Danmark. Som en udløber af disse forhold blev Nørrehalland, hvor Jakob havde været greve siden 1283, til en del af striden mellem de to lande. Da han blev dømt, mistede han sit hertugdømme og måtte drage til Norge. Dette problem blev først løst med freden i Helsingborg 1310.
I forholdet til Sverige var det også ægteskabsbånd og svogerskaber mellem kongeslægterne, der blev afgørende for udviklingen. Erik Menved giftede sig med Ingeborg af Sverige, mens hans søster, Margrethe, blev gift med Birger Magnusson. Der opstod altså et dobbelt svogerskab mellem de to konger, og det indledte et forbund, som varede i flere slægtled.
Ved freden i Helsingborg i 1310 søgte man at afklare og nedtone de stridsemner, der var mellem rigerne. De to svenske hertuger, kongens brødre, Erik og Valdemar, som havde stræbt efter både den svenske og den norske trone, fik tildelt grevskabet Nørrehalland. Til gengæld skulle Erik afstå fra et planlagt ægteskab med prinsesse Ingeborg, der nu i stedet skulle giftes med Magnus Birgersson. Da døde begge de to hertuger, men deres parti sejrede i et oprør mod kong Birger, og hans søn, Magnus Birgersson blev henrettet. Imidlertid døde Erik Menved i 1319, så afslutningen blev i stedet, at Christoffer II blev dansk konge.
Mens de danske konger kæmpede for at fastholde initiativet både i Norden og i Nordtyskland, blev landet efterhånden gældsat, og ingen af målene blev nået. Nørrehalland gik tabt, og støtten til den svenske kong Birger blev en fiasko. Det var dette grundlag, Valdemar Atterdag havde at forholde sig til. Ved at opgive den nordiske politik og i stedet at satse på en befrielse af Danmark, lykkedes det ham at samle riget trinvis. Det sidste blev at fravriste den svenske konge Skåne, som Valdemar selv havde overdraget Magnus Eriksson den formelle overhøjhed over.
Da Valdemar døde i 1375, havde svenskerne fordrevet Magnus Eriksson og tilkaldt Albrecht af Mecklenburg som konge. Valdemars søn, Christoffer, var død, og datteren, Margrethe, var blevet gift med kong Håkon af Norge. De havde en søn, Oluf, som nu blev valgt til konge af Danmark og Norge med sine forældre som formyndere. Kort efter døde Håkon, og i 1387 døde Oluf, så kun ved at udnævne hans formynder, Margrethe, til "fuldmægtig frue og til husbonde og til ganske rigens af Danmark formynder", kunne man omgå mecklenburgske arvekrav på landet. Det samme gjorde man i Norge, hvor hun skulle være statholder på vegne af sin søsters barnebarn, Bugislav (senere: Erik) af Pommern. Og endelig valgte også svenskerne at udnævne hende til "fuldmægtig frue og ret husbonde". Ved en krig lykkedes det Margrethe at tage Albrecht til fange og ved fredsslutningen i 1396 gik hanseaterne og mecklenburgerne med til at overlade hende Sverige. Hermed var vejen banet for Kalmarunionen i 1397.

### Østersøområdet
Den danske politik overfor Østersøområdet lå i forlængelse af den politik, der var ført overfor de vendiske områder i Nordtyskland: Erobring, missionsvirksomhed og feudal tilknytning. Efter erobringen af Rygen og dens bagland ved Weichselflodens munding i 1169 fulgte kampe og diplomatiske tiltag overfor de vendiske fyrster i Pommern. Det skete i med- og modspil overfor sachserhertugen, Henrik Løve, og efter hans fald overfor hans tidligere vasaller i Wismar, Holsten og Mecklenburg (se mere om dette i afsnittet Tyskland).
I slutningen af det 12. århundrede og begyndelsen af det 13. århundrede foretog Valdemar Sejr en række af flådetogter mod de hedenske landområder langs den østlige del af Østersøen. I 1191 gjaldt det Finland, i 1197 Estland og i 1206 gik det ud over øen Øsel (Saremaa). Det var dog besværligt at opnå varige resultater, for erobringerne måtte ske i konkurrence med Sværdbroderordenen,, og de russiske fyrster i baglandet. I 1219 drog Valdemar Sejr, Albert af Orlamünde, Vitzlav af Rygen, ærkebispen Anders Sunesen og biskop Theoderik af Estland med en stor hærstyrke til Reval (Tallinn) og indtog esternes borg Lindanisse. Ved dette slag var det, at Dannebrog sagdes at være faldet ned fra himlen.
Efter langtrukne, diplomatiske stridigheder kom det i 1222 til et forlig, og mens Sværdridderne fik tildelt det sydlige Estland og Livland som missionsområde, så fik Danmark resten. Derfor blev bispedømmerne Reval og Dorpat lagt ind under ærkebispedømmet i Lund. Stridighederne fortsatte dog, og i 1236 måtte pavestolen atter tildele Danmark det nordlige Estland og påbyde Sværdridderne at holde sig væk derfra. Året efter var Sværdridderordenen så svækket, at den lod sig optage i Den tyske Orden, og det blev derfor denne ordens stormester, der indgik Stensbyforliget med Danmark i 1238. Her opgav ordenen området omkring Reval og landområderne langs Estlands nordkyst (Virland og Harrien), sådan at de fra da af var uomtvisteligt danske len.
Sådan stod situationen, indtil det 14. århundrede, hvor de tyske riddere atter begyndte at true de danske besiddelser. Midt under Danmarks opløsningstid havde de reelt besat hele det nordlige Estland, og derfor var det en formssag, da Valdemar Atterdag solgte lenet til ordenen i 1346. Med midlerne fra dette salg, kunne han indlede befrielsen af Sjælland fra de tyske panthavere og deres underpanthavere (se mere i afsnittet Sjette fase: Genrejsning af riget).
Hermed var Østersøområdet tilsyneladende tabt for danske interesser, men Valdemar gjorde det kup, at han erobrede Øland og Gotland i 1361. Disse besiddelser forblev danske – også da Kalmarunionen for længst var brudt sammen – og de gik først tabt med Brømsebrofreden i 1645. På den måde fastholdt Danmark en stærk position i Østersøen, og dette indså Hanseaterne straks. Med tabet af deres knudepunkt, Visby, på Gotland, blev handelsruten til de Baltiske lande og Rusland truet, og det blev anledning til mistillid og kampe mellem byerne og Danmark (se mere i afsnittet Hanseforbundet).

### Hanseforbundet
Det var i første omgang det store sildefiskeri i Øresund, som havde Hanseforbundets interesse. Under fasten måtte ingen i hele Europa spise kød, og derfor var fisk en meget efterspurgt vare. Hansebyerne havde desuden let adgang til salt fra Lüneburg, hvor man havde brudt det siden midten af det 12. århundrede, og dermed fik de nøglen til konservering af de mange sild. Ved at håndhæve markedsfreden på Skånemarkedet og ved at give hansebyerne udstrakte privilegier kunne de danske konger skaffe sig betydelige indtægter i form af afgifter og told.
Da Valdemar Atterdag havde erobret Gotland, blev Visby sat ud af spillet som Hansaens vigtigste by, og Lübeck overtog derfor førerskabet. Der var da ca. 70 byer i Hanseforbundet, mens over 100 var løst knyttet til det. På den måde dækkede Hansaens interesseområde lande og have mellem Flandern i vest og Reval i øst, og organisationen opnåede et reelt monopol på den internationale handel i Østersøen. Deres hovedmål var sikring af fri handel, retslig særstilling i alle berørte lande og fuld ejendomsret til skibe, der måtte strande i det fremmede. De var interesserede i fred i området og søgte at bekæmpe sørøveri, mens de arbejdede på at holde konkurrenter, især hollandske og engelske købmænd, ude af Østersøen
Denne indblanding i områdets makroøkonomi udløste modstand fra Danmark, og i 1361 udbrød den første krig mellem Hansebyerne og Danmark, da Valdemar Atterdag havde forsøgt at begrænse forbundets privilegier. Hansaen havde indtil da mest været en økonomisk regionalmagt, men nu trådte forbundet ind i storpolitikken og indgik i et forbund med Sverige og Norge vendt mod Danmark. Krigen endte med dansk nederlag, og ved Fredsaftalen i Stralsund i 1370 opnåede hanseforbundet en hidtil ukendt magtstilling, som tilmed indebar, at Hansaen fik vetoret ved kommende, danske kongevalg.
Da Margrethe 1. havde taget den svenske konge, Albrecht af Mecklenburg til fange under Slaget ved Åsle, gik de mecklenburgske byer, Rostock og Wismar i forbund med kongens slægtninge i Mecklenburg. De havde til hensigt at forsyne det belejrede Stockholm med fødevarer (viktualier) og kaldte sig derfor fetaljebrødre, men de lod det ikke være ved det, for de skaffede midlerne ved sørøveri. Dette gjorde Østersøen til et farligt farvand, så at hansestæderne ikke kunne handle på Skånemarkedet. Derfor gennemtvang de en fred mellem den fangne kong Albrecht og dronning Margrethe, der reelt gav dronningen magten over Sverige.
Erik af Pommern forsøgte at udnytte situationen ved at indføre Øresundstolden i 1427 (eller måske i 1429), og derfor kom det atter til krig mellem et vendisk-saksisk forbund under Lübecks ledelse og Danmark. Selv om Kalmarunionen betød, at Sverige og Norge holdt sig udenfor krigen, vandt Hansebyerne alligevel, og ved Freden i Vordingborg i 1435-36 måtte Danmark genindsætte de vendiske byer i alle deres privilegier og i særdeleshed retten til handlen på Bergen.

### Tyskland

#### Første fase: Forsvar
Forholdet til Tyskland var meget tungtvejende for den danske udenrigspolitik i den første del af middelalderen – sådan som det har været lige siden. I denne periode blev den tysk-romerske kejsermagt udbygget til en central faktor i europæiske forhold, hvor en stor del af herskernes interesse var rettet mod rigets italienske besiddelser. Den langvarige kamp mod de sachsiske hertuger skabte i perioder et magttomrum i Nordtyskland, som de danske konger kunne udnytte til en langvarig ekspansion.
Det blev nedkæmpelsen af venderne, der gav startskuddet til de danske erobringer. Paven opfordrede i 1147 til korstog mod hedningerne, og Danmark så det som sin interesse at være med, da de nordtyske fyrster gik i krig mod vagrier, polaber og andre fra stammeforbundet obotritterne i Østholsten, på Rygen og i Pommern. Det officielle mål var at omvende de hedenske folk til kristendommen, men bag det lå en interesse i at fjerne vendernes evne til at foretage plyndringstogter mod de danske kyster. Desuden gav de vundne krige adgang til plyndringsgods: korn, kvæg, trælle og guld.

#### Anden fase:Erobringer
Grev Adolf 2. af Holsten erobrede i årene omkring 1140 vagriernes områder i Østholsten, og sammen med sin lensherre, hertug Henrik Løve af Sachsen, underlagde han sig abodritterne i løbet af 1160'erne. Valdemar den Store erobrede Rygen og området ved Oders munding i 1169 med støtte fra fyrsterne i Pommern og i en usikker alliance med Henrik Løve. Da Henrik Løve blev frataget sine lande i 1180, støttede Valdemar kejseren, Frederik Barbarossa, under kampene for at iværksætte Henriks fredløshed, men snart efter undlod kongen at bekræfte sit vasalforhold til kejseren. Kejseren var på den ene side beskæftiget med forholdene i Italien og med det 3. korstog og havde på den anden side svækket den nordtyske modpol til Danmark ved at opdele hertugdømmet Sachsen i små fyrstendømmer. Det skabte plads til den danske storpolitik. Hele området mellem Elben og Ejderen, "Nordalbingien", der formelt var et len under den nye saksiske hertug, blev først langsomt udviklet til det holstenske grevskab, og både Mecklenburg og Pommern blev gjort "rigsumiddelbare", dvs. i direkte vasalforhold til kejseren.

#### Tredje fase: Konsolidering
Disse fyrstendømmer blev efterhånden len under den danske konge. Henrik Løve var vendt hjem fra England og ham allierede kong Knud 6. sig med. Striden stod mellem welferne, der var ledet af Henrik Løve og blev støttet af den danske konge og pavemagten mod en koalition med den hohenstaufiske kejser Henrik 6. af Tyskland, den saksiske hertug, Bernhard, markgrev Otto 2. af Brandenburg, grev Bernhard af Ratzeburg, grev Adolf 3. af Holsten og biskop Valdemar af Slesvig. Resultatet blev, at Danmark sikrede sig overherredømme over Nordalbingien (Holsten, Ratzeburg, Ditmarsken, Lübeck og Hamburg). Kronen på værket blev lübeckernes hyldning af Knud 6. som byherre. Kongen bekræftede byens privilegier, og den fortsatte sin vækst frem mod den økonomiske magtposition, som senere skulle blive problematisk for netop Danmark. I 1214 afstod kejseren ved udstedelsen af den gyldne bulle formelt Nordalbingien til Valdemar Sejr, sådan at Holsten fra at være et tysk len nu blev en del af det danske rige.

#### Fjerde Fase: Erobringerne tabt
Midt i denne magtfulde position fik det afgørende betydning, at det lykkedes Henrik af Schwerin at tage både Valdemar og hans søn, Valdemar "den Unge", til fange i 1223 under en jagt på Lyø. I første omgang forsøgte kongens holstenske lensmand og statholder, Albert af Orlamünde, sig med en løsning på slagmarken, men i Slaget ved Mölln 1225 led han nederlag og blev selv taget til fange. Kongen måtte til gengæld for sin frigivelse betale en voldsomt stor løsesum: 45.000 mark sølv, dronningens guldsmykker og alt land syd for Ejderen undtagen Rygen samt stille to af sine sønner som gidsler. Da han forsøgte at genvinde det tabte, led den danske hær nederlag (Slaget ved Bornhöved) i 1227. Forholdene var nu sådan, at Valdemar valgte at søge fred. I 1230 anerkendte han Adolf den 4.s krav på grevskabet Holsten og sluttede forlig med hertug Albrecht af Sachsen og ærkebiskoppen af Bremen, men ikke med Lübeck, der nu var blevet rigsumiddelbar.

#### Femte fase: Opløsning af Danmark
Under de følgende konger blev der fortsat ført krig både i Norden, Østersøområdet og Nordtyskland. I stigende grad gik kongerne over til at benytte sig af hærstyrker bestående af lejede riddere, og disse soldater skulle betales, uanset om krigen blev vundet med mulighed for plyndring, eller om den blev tabt. Under Erik Menved og Christoffer den 2. medførte behovet for penge til krigsførelsen, at større og større dele af riget måtte sættes i pant til gengæld for de lån, der blev optaget. På den måde lykkedes det greverne af Holsten at opnå det ved økonomisk magt, som de ikke kunne med våbenmagt, nemlig at tvinge Danmark i knæ.
Pantsætningen indebar, at panthaverne, de holstenske grever, kunne besætte kongemagtens borge, indsætte fogeder i byerne og indkræve al skattebetaling i landet. Derved svandt kongemagtens indtægter yderligere ind, og mulighederne for at få indløst panterne og befriet landet blev mindre. På den måde gik landet i opløsning: Skånelandene gav sig ind under den svenske konge, som overtog holstenernes panter, Knud Porse blev hertug af Halland og Samsø, og de andre landsdele var fordelt mellem greverne Johan af Plön og Gerhard af Rendsborg. Til sidst stod landet endda uden konge i 8 år, mens grev Gerhard var rigsforstander (1332-1340)

#### Sjette fase: Genrejsning af riget
Genrejsningen skete på det økonomiske grundlag, som landets befolkning efterhånden fik skabt under ledelse af Roskildebispen og kong Valdemar Atterdag. Ved sin tronbestigelse i 1340 blev Valdemar støttet af Hansestæderne og markgreven af Brandenburg, som var interesserede i en oprydning i Danmark, så sørøveri og politisk ustabile forhold ophørte. Allerede fra begyndelsen blev Jylland blev mere eller mindre frisat ved at mageskifte panter og arverettigheder i hertugdømmet Slesvig og Nørrejylland. I løbet af 1340'erne satsede Valdemar på befrielsen af Sjælland. Ved et salg af Estland til den Tyske Orden skaffede han midler til at indløse borgene på Sjælland fra de røverriddere, der havde dem som underpanter fra Johan af Plön. I 1350 manglede dog stadig en befrielse af Skånelandene samt Syd- og Vestfyn .
I de første år af 1350'erne bekæmpede kongen stærke modstandere i Jylland og Slesvig. Grev Johan opgav sine sidste panter i 1353, mens rendsborggreven fastholdt sine dele af Fyn og Sydslesvig. Hertugen af Slesvig havde derimod tabt næsten alt land, og den oprørske, jyske adel blev holdt i ro. Kongesønnen Erik Magnusson havde overladt indtægterne fra Skånemarkedet i 12 år til hertug Albrecht af Mecklenburg til gengæld for hjælp til at fordrive sin far. Det åbnede nye muligheder for Valdemar, og allerede i 1360 havde han befriet Skåne, Sønderhalland og Blekinge. Året efter erobrede han Gotland.
Valdemar fremkaldte uro hos de vendiske hansestæder, da han erobrede Visby, den vigtigste hanseby, og skaffede sig herredømme over Skånemarkedet, og i 1362 belejrede en hanseatisk flåde Helsingborg. Angrebet blev slået tilbage, og derefter holdt hansebyerne sig i ro. Men i 1368 dannede hansestæderne, Sverige, Mecklenburg, greverne af Rendsborg, den jyske adel og hertugen af Slesvig et forbund, vendt mod Valdemar. Koalitionen blev dog splittet, da der blev sluttet særfred med hansebyerne (der opnåede fælles handelsret; krigsskadeerstatning; borgene i Helsingborg, Malmø, Falsterbo og Skanør for 15 år samt de to tredjedele af indtægterne fra Skånemarkedet). Mecklenburgerne i Sverige og Mecklenburg fik lovning på arveret til Danmark for Albrecht den 2.s sønnesøn. Det gav fred til at håndtere den oprørske, jyske adel, og holstenerne opgav nu alle deres erobringer i Danmark. Dermed var Danmark atter samlet til den enhed, som skulle bestå indtil de store tab ved Freden i Roskilde i 1658.

## Hertugdømmerne
Det fremgår af det foregående, at det, der senere blev kaldt "hertugdømmerne", var et område, hvor der herskede en del usikkerhed om ejendoms- og lensforholdene. Det var også dér, hvor en kortsigtet løsning på problemer med at få anbragt arveberettigede, danske prinser, gav anledning til meget langtrukne og besværlige stridigheder. Det skal understreges, at området ikke kunne betegnes som "hertugdømmerne" i denne periode. Ganske vist blev Slesvig i middelalderen til et hertugdømme i lensforhold til det danske rige, men Holsten var igennem hele denne periode et grevskab, og det vestlige, saksiske Ditmarsken var mere eller mindre selvstændigt og teoretisk set underlagt ærkebispen af Bremen. Det holstenske grevskab blev splittet ved arvedelinger ad flere omgange, derefter samlet igen og så atter arvedelt. Det er forklaringen på, at man taler om "de holstenske grever" (grev Johan af Holsten-Plön og grev Gerhard den 3. af Holsten-Rendsburg).
Først senere – i 1474 – blev Holsten med Ditmarsken til et "rigsumiddelbart" hertugdømme under det tysk-romerske kejserrige. Dvs. at betegnelsen "hertugdømmerne" egentlig først fik gyldighed fra da af. Problemernes grundlag var på den ene side, at den tyske lavadel efterhånden fik besiddelser i både Slesvig og Holsten, besiddelser, som de ikke gerne så adskilt. På den anden side var der det vanskelige loyalitetsforhold, som opstod, når hertugen af Slesvig og Holsten var én og samme person. Mens nemlig Slesvig uomtvisteligt hørte til Danmark, så hørte Holsten og Ditmarsken lige så ubetvivleligt til under det tysk-romerske rige.
Disse problemer forblev i uløste, og de blev årsagen til de to slesvigske krige: Treårskrigen og 2. slesvigske krig.